# 貓囒
貓囒（邵語：Malan），是臺灣南投縣魚池鄉的一個傳統地域名稱，位於該鄉中部。相較於今日行政區，其範圍大致與中明村相近。

## 歷史
臺灣清治末期至日治初期，貓囒地區為一街庄，稱為「貓囒庄」，隸屬於五城堡。該庄北邊西段、中段分別與山楂腳庄、新城庄為鄰，北邊東段及東北邊段與魚池庄為鄰，東邊南段與司馬按庄為鄰，南邊為水社庄，西邊為茅埔庄。
1901年（日治明治三十四年）11月，全臺廢縣廳改設二十廳，該庄隸屬於南投廳。1903年（明治三十六年）6月，該庄編入「五城區」，隸屬於南投廳。1909年（明治四十二年）10月，合併二十廳為十二廳，五城區仍隸屬於南投廳。1920年（大正九年），全台地方制度大改正，廢十二廳改設五州二廳，該庄改制為「貓囒」大字，隸屬於臺中州新高郡魚池庄。
戰後魚池庄改制為魚池鄉，隸屬於臺中縣，大字亦改制為村。1950年10月，中、彰、投分治，魚池鄉改隸屬南投縣。

## 聚落
本地區發展較早的聚落有田螺汚、毛蟹穴、貓囒、山腳、有水坑等，在日治期初期的官方地圖上已有記載。此外，本地區尚有頂獅仔、文化巷、名勝巷等聚落。

## 交通
省道台21線是臺中市東勢區天冷至南投縣信義鄉塔塔加的幹道，大致以西北西—東南東走向由本地區北部邊界入境後，繞大彎轉東北—西南走向，經省道台21甲線終點路口後轉東南再轉南，經頭社聚落後轉西再轉西南蜿蜒而行，其後於本地區西南部邊界中央地帶轉南出境。由該道路向西北西繞大彎轉東北東再轉北可前往魚池市區、埔里、國姓、新社等地；向南可前往水里東南部、信義、和社、塔塔加等地。
鄉道投61線是長寮頭至孔雀園的道路。
鄉道投67線是槌仔寮至貓囒的道路，其西北側端點位於本地區中部偏南南東的縣道131號路口。由此向東南轉西南再轉南再轉東南東蜿蜒而行，其後轉東南出境可前往貓囒北部並止於省道台21線路口。

## 學校
- 魚池國中